# Search/Retrieve via URL
Search/Retrieve via URL (SRU) is een laagdrempelige internetstandaard voor zoekacties bij één of meerdere contentleveranciers.
Het SRU-protocol maakt verplicht gebruik van de zoektaal Contextual Query Language (CQL) 
en zorgt dat het onderliggend informatiesysteem voor anderen doorzoekbaar wordt. SRU richt zich op XML-formaat. De huidige versie van SRU is 1.2 en de eigenaar van dit protocol is de Amerikaanse Library of Congress.